# Adrianus Johannes Immink
Adrianus Johannes Immink (Doesburg, 12 maart 1838 - 's-Gravenhage, 24 september 1914) was jurist en rechterlijk ambtenaar in Nederlands-Indië.
Immink studeerde rechten in Utrecht, waar hij op  16 december 1861 promoveerde bij prof. George Willem Vreede op een dissertatie getiteld 'Eenige opmerkingen over de misdaad van brandstichting' (art. 434 C.P.).  Hij vertrok naar Nederlands-Indië, waar hij in 1869 werd benoemd tot officier van justitie te Ambon en lid van de Raad van Justitie te Soerabaja. In 1874 werd hij benoemd tot president van de Raad van Justitie te Makassar, en in 1876 tot voorzitter van de Landraad te Soerabaja. In 1878 verhuisde hij naar Semarang.
Hij publiceerde enige handboeken, zoals in 1882 'De regterlijke organisatie van Nederlandsch-Indië', en in 1889 'De regtspleging voor de inlandsche regtbanken in Nederlandsch-Indië '.